# Österreichische Eishockey-Liga 2014-2015
La stagione 2014-2015 è stata la 85ª edizione del campionato austriaco di hockey su ghiaccio, la 12ª con la denominazione di Erste Bank Eishockey Liga (EBEL). La stagione è iniziata il 12 settembre 2014 con l'incontro fra Orli Znojmo e Vienna Capitals, mentre si è conclusa il 12 aprile 2014.
Il titolo della EBEL è stato vinto dal Red Bull Salisburgo, capace di sconfiggere nella serie finale i Vienna Capitals per 4-0. Il Red Bull Salisburgo si è aggiudicato il quinto titolo della EBEL, oltre al sesto titolo di Campione d'Austria.

## Squadre
Al termine della stagione 2013-2014 l'Hockey Club Bolzano campione in carica fu in dubbio sulla sua partecipazione al campionato successivo per problemi fiscali, tuttavia nel mese di luglio la società confermò la propria partecipazione alla stagione 2014-2015. Presero inoltre il via tutte le altre 11 squadre della stagione passata senza alcuna variazione.
| Squadre in EBEL nella stagione 2014-2015 | Squadre in EBEL nella stagione 2014-2015 | Squadre in EBEL nella stagione 2014-2015 | Squadre in EBEL nella stagione 2014-2015 | Squadre in EBEL nella stagione 2014-2015 |
| Club                                     | Città                                    | Arena                                    | Capacità                                 |                                          |
| ---------------------------------------- | ---------------------------------------- | ---------------------------------------- | ---------------------------------------- | ---------------------------------------- |
| Fehérvár AV19                            | Székesfehérvár                           | Ifjabb Ocskay Gábor Jégcsarnok           | 3.500                                    |                                          |
| Black Wings Linz                         | Linz                                     | KeineSorgenEisarena                      | 3.800                                    |                                          |
| Bolzano                                  | Bolzano                                  | Palaonda                                 | 7.200                                    |                                          |
| Dornbirn                                 | Dornbirn                                 | Messestadion Dornbirn                    | 4.270                                    |                                          |
| Graz 99ers                               | Graz                                     | Eisstadion Liebenau                      | 4.050                                    |                                          |
| Innsbruck                                | Innsbruck                                | Tiroler Wasserkraft Arena                | 3.200                                    |                                          |
| KAC                                      | Klagenfurt                               | Stadthalle Klagenfurt                    | 5.088                                    |                                          |
| Olimpija Lubiana                         | Lubiana                                  | Hala Tivoli                              | 5.000                                    |                                          |
| Orli Znojmo                              | Znojmo                                   | Hostan aréna Znojmo                      | 5.500                                    |                                          |
| Red Bull Salisburgo                      | Salisburgo                               | Eisarena Salzburg                        | 3.500                                    |                                          |
| Vienna Capitals                          | Vienna                                   | Albert-Schultz-Halle                     | 7.022                                    |                                          |
| Villacher SV                             | Villach                                  | Stadthalle Villach                       | 4.500                                    |                                          |

## Formula

### Calendario
Il calendario della EBEL prevede una prima fase con doppio turno di andata e ritorno, per un totale di 44 giornate. Al termine della prima fase le prime sei classificate presero parte al Pick Round, un doppio turno di andata e ritorno con 10 partite da giocare per stabilire la graduatoria nei play-off. Le altre sei squadre disputarono invece il Qualification Round, anch'esso da 10 partite, valido per gli ultimi due posti nei play-off.
Prima dei play-off le prime tre qualificate poterono scegliere l'avversaria per il primo turno. Nei play-off i quarti di finale, le semifinali e la finale furono disputate al meglio delle sette gare. Ciò fu fatto per la partecipazione delle nazionali di Austria e Slovenia al campionato mondiale 2015.

### Champions Hockey League
La Österreichische Eishockey-Liga è uno fra i campionati responsabili per la nascita della Champions Hockey League. Alla EBEL sono riservati quattro posti, due dei quali occupati da formazioni fondatrici, il Red Bull Salisburgo e i Vienna Capitals. Gli altri due posti validi per la CHL sono invece riservati alla squadra meglio piazzata al termine del Pick Round e alla migliore formazione dei playoff, qualora non fossero già stati occupati da Salisburgo e Vienna.

## Stagione regolare

### Prima fase
|  | Pos. | Squadra             | Pt | G  | V  | P  | OTL | GF  | GS  | DR  |
|  | ---- | ------------------- | -- | -- | -- | -- | --- | --- | --- | --- |
|  | 1.   | Red Bull Salisburgo | 65 | 44 | 30 | 9  | 5   | 165 | 112 | +53 |
|  | 2.   | Black Wings Linz    | 59 | 44 | 28 | 13 | 3   | 155 | 113 | +42 |
|  | 3.   | Villacher SV        | 53 | 44 | 26 | 17 | 1   | 132 | 119 | +13 |
|  | 4.   | Vienna Capitals     | 52 | 44 | 24 | 16 | 4   | 119 | 117 | +2  |
|  | 5.   | Orli Znojmo         | 52 | 44 | 24 | 16 | 4   | 157 | 132 | +25 |
|  | 6.   | Fehérvár AV19       | 51 | 44 | 25 | 18 | 1   | 141 | 139 | +2  |
|  | 7.   | Bolzano             | 44 | 44 | 21 | 21 | 2   | 119 | 122 | -3  |
|  | 8.   | KAC                 | 42 | 44 | 17 | 19 | 8   | 114 | 137 | -23 |
|  | 9.   | Graz 99ers          | 41 | 44 | 18 | 21 | 5   | 120 | 132 | -12 |
|  | 10.  | Dornbirn            | 40 | 44 | 19 | 23 | 2   | 121 | 147 | -26 |
|  | 11.  | Innsbruck           | 37 | 44 | 16 | 23 | 5   | 110 | 134 | -24 |
|  | 12.  | Olimpija Lubiana    | 34 | 44 | 16 | 26 | 2   | 95  | 144 | -49 |

Legenda:

      Ammesse al Pick Round
      Ammesse al Qualification Round
Note:

Due punti a vittoria, vittoria dopo overtime o rigori; un punto a sconfitta dopo overtime o rigori; zero a sconfitta.

### Seconda fase
Nei due gruppi vengono assegnati dei punti bonus alle prime quattro squadre in ordine decrescente in base alla posizione di classifica ottenuta al termine della stagione regolare (4, 3, 2 e 1), mentre i punti e le reti ottenuti in stagione regolare vengono azzerati.

#### Pick Round
| Pos. | Squadra             | Pt | G  | V | P | OTL | GF | GS | DR  |
| ---- | ------------------- | -- | -- | - | - | --- | -- | -- | --- |
| 1.   | Red Bull Salisburgo | 20 | 10 | 8 | 2 | 0   | 35 | 25 | +10 |
| 2.   | Black Wings Linz    | 17 | 10 | 7 | 3 | 0   | 34 | 24 | +10 |
| 3.   | Orli Znojmo         | 14 | 10 | 7 | 3 | 0   | 33 | 23 | +10 |
| 4.   | Fehérvár AV19       | 12 | 10 | 6 | 4 | 0   | 23 | 22 | +1  |
| 5.   | Vienna Capitals     | 8  | 10 | 2 | 5 | 3   | 20 | 33 | -13 |
| 6.   | Villacher SV        | 6  | 10 | 0 | 6 | 4   | 11 | 29 | -18 |

Note:

Due punti a vittoria, vittoria dopo overtime o rigori; un punto a sconfitta dopo overtime o rigori; zero a sconfitta.

#### Qualification Round
| Pos. | Squadra          | Pt | G  | V | P | OTL | GF | GS | DR  |
| ---- | ---------------- | -- | -- | - | - | --- | -- | -- | --- |
| 7.   | Bolzano          | 19 | 10 | 7 | 2 | 1   | 37 | 25 | +12 |
| 8.   | KAC              | 17 | 10 | 7 | 3 | 0   | 34 | 18 | +16 |
| 9.   | Graz 99ers       | 16 | 10 | 6 | 2 | 2   | 27 | 20 | +7  |
| 10.  | Dornbirn         | 13 | 10 | 5 | 3 | 2   | 25 | 23 | +2  |
| 11.  | Innsbruck        | 8  | 10 | 4 | 6 | 0   | 15 | 29 | -14 |
| 12.  | Olimpija Lubiana | 2  | 10 | 1 | 9 | 0   | 11 | 34 | -23 |

Legenda:

      Qualificate ai Play-off
Note:

Due punti a vittoria, vittoria dopo overtime o rigori; un punto a sconfitta dopo overtime o rigori; zero a sconfitta.

## Playoff

### Tabellone
|  | Quarti di finale | Quarti di finale    | Quarti di finale |                 |                  | Semifinali          | Semifinali | Semifinali |  |  | Finale | Finale              | Finale |
|  |                  |                     |                  |                 |                  |                     |            |            |  |  |        |                     |        |
|  | 1                | Red Bull Salisburgo | 4                |                 |                  |                     |            |            |  |  |        |                     |        |
|  | 6                | Villach             | 2                |                 |                  |                     |            |            |  |  |        |                     |        |
|  | 6                | Villach             | 2                |                 | 1                | Red Bull Salisburgo | 4          |            |  |  |        |                     |        |
|  |                  |                     |                  |                 | 1                | Red Bull Salisburgo | 4          |            |  |  |        |                     |        |
|  |                  | 8                   | KAC              | 0               |                  |                     |            |            |  |  |        |                     |        |
|  | 3                | 8                   | KAC              | 0               | Orli Znojmo      | 1                   |            |            |  |  |        |                     |        |
|  | 3                |                     |                  |                 | Orli Znojmo      | 1                   |            |            |  |  |        |                     |        |
|  | 8                | KAC                 | 4                |                 |                  |                     |            |            |  |  |        |                     |        |
|  |                  |                     |                  |                 |                  |                     |            |            |  |  | 1      | Red Bull Salisburgo | 4      |
|  |                  |                     | 5                | Vienna Capitals | 0                |                     |            |            |  |  |        |                     |        |
|  | 4                | Alba Volan          | 2                |                 |                  |                     |            |            |  |  |        |                     |        |
|  | 5                | Vienna Capitals     | 4                |                 |                  |                     |            |            |  |  |        |                     |        |
|  | 5                | Vienna Capitals     | 4                |                 | 2                | Black WIngs Linz    | 1          |            |  |  |        |                     |        |
|  |                  |                     |                  |                 | 2                | Black WIngs Linz    | 1          |            |  |  |        |                     |        |
|  |                  | 5                   | Vienna Capitals  | 4               |                  |                     |            |            |  |  |        |                     |        |
|  | 2                | 5                   | Vienna Capitals  | 4               | Black Wings Linz | 4                   |            |            |  |  |        |                     |        |
|  | 2                |                     |                  |                 | Black Wings Linz | 4                   |            |            |  |  |        |                     |        |
|  | 7                | Bolzano             | 3                |                 |                  |                     |            |            |  |  |        |                     |        |

### Quarti di finale
| Squadra 1           | Totale | Squadra 2       | Gara 1 | Gara 2    | Gara 3 | Gara 4    | Gara 5    | Gara 6    | Gara 7 |
| ------------------- | ------ | --------------- | ------ | --------- | ------ | --------- | --------- | --------- | ------ |
| Red Bull Salisburgo | 4 - 2  | Villacher SV    | 2 - 1  | 5 - 6 dts | 4 - 0  | 2 - 1 dts | 4 - 1     |           |        |
| Black Wings Linz    | 4 - 3  | Bolzano         | 7 - 3  | 4 - 6     | 2 - 1  | 2 - 3     | 5 - 4     | 1 - 2     | 4 - 3  |
| Orli Znojmo         | 1 - 4  | KAC             | 4 - 5  | 6 - 5 dts | 3 - 6  | 1 - 2 dts | 1 - 2 dts |           |        |
| Fehérvár AV19       | 2 - 4  | Vienna Capitals | 4 - 3  | 4 - 1     | 2 - 3  | 1 - 2 dts | 2 - 5     | 1 - 2 dts |        |

### Semifinali
| Squadra 1           | Totale | Squadra 2       | Gara 1    | Gara 2    | Gara 3 | Gara 4    | Gara 5    | Gara 6 | Gara 7 |
| ------------------- | ------ | --------------- | --------- | --------- | ------ | --------- | --------- | ------ | ------ |
| Red Bull Salisburgo | 4 - 0  | KAC             | 5 - 2     | 4 - 3     | 6 - 4  | 3 - 2 dts |           |        |        |
| Black Wings Linz    | 1 - 4  | Vienna Capitals | 3 - 2 dts | 4 - 5 dts | 3 - 4  | 2 - 4     | 1 - 2 dts |        |        |

### Finale
| Squadra 1           | Totale | Squadra 2       | Gara 1 | Gara 2 | Gara 3 | Gara 4 | Gara 5 | Gara 6 | Gara 7 |
| ------------------- | ------ | --------------- | ------ | ------ | ------ | ------ | ------ | ------ | ------ |
| Red Bull Salisburgo | 4 - 0  | Vienna Capitals | 6 - 1  | 5 - 4  | 5 - 1  | 4 - 3  |        |        |        |

## Verdetti
- Campione della EBEL: Red Bull Salisburgo (5º titolo)

| Campioni EBEL 2014-2015 Red Bull Salisburgo | Portieri: Bernd Brückler, Luka Gračnar Difensori: Brian Fahey, Dominique Heinrich, Corin Konradsheim, Zdeněk Kutlák, Philipp Lindner, Troy Milam, Florian Mühlstein, Alexander Pallestrang, Matthias Trattnig Attaccanti: Kyle Beach, Marco Brucker, Alexander Cijan, Ryan Duncan, John Hughes, Konstantin Komarek, Andreas Kristler, Manuel Latusa, Markus Pöck, Thomas Raffl, Alexander Rauchenwald, Brett Sterling, Ben Walter, Daniel Welser Staff Tecnico: Daniel Ratushny (Allenatore), Rob Davison (Ass. allenatore) |

- Campione d'Austria: Red Bull Salisburgo (6º titolo)
- Qualificate per la Champions Hockey League 2015-2016: Black Wings Linz, KAC, Red Bull Salisburgo, Vienna Capitals